# Bitwa pod Boonville
Bitwa pod Boonville, niekiedy określana jako pierwsza bitwa pod Boonville, miała miejsce 17 czerwca 1861 roku na początku wojny secesyjnej na terenie obecnego hrabstwa Cooper w stanie Missouri. Chociaż z wojskowego punktu widzenie starcie było tylko niewielką potyczką, miało ono duże znaczenie strategiczne, gdyż zwycięstwo Unii zapewniło jej kontrolę nad rzeką Missouri i zapobiegło przyłączeniu się stanu Missouri do Skonfederowanych Stanów Ameryki.

## Przebieg bitwy
Claiborne Fox Jackson, sympatyzujący z Południem gubernator stanu Missouri, chciał secesji tego stanu z Unii i przyłączenia go do Konfederacji. Generał Unii, Nathaniel Lyon, wyruszył aby unieszkodliwić gubernatorskie oddziały gwardii stanowej pod dowództwem Sterlinga Price'a. Gdy Lyon ze swoimi siłami dotarł do Jefferson City, stolicy stanu Missouri, odkrył, że Jackson i Price wycofali podległe im oddziały w kierunku Bonnville. Lyon załadował swoich ludzi ponownie na parowce i przetransportował ich rzeką poniżej Boonville, skąd ruszył na miasto i zaatakował wroga. Po krótkiej walce siły Lyona rozproszyły sympatyzujące z konfederatami oddziały gwardii stanowej Missouri dowodzone przez pułkownika Johna S. Marmaduke'a i zajęły Boonville.

## Literatura dodatkowa
- Rorvig, Paul The Significant Skirmish: The Battle of Boonville, June 17, 1861, Missouri Historical Review, styczeń 1992..